# Ривър Сес
Ривър Сес е окръг в Либерия, с площ 5592 km² а населението, според преброяването през 2008 г., е 84 119 души. Разположен е в централната част на страната и има излаз на Атлантическия океан. Столица на окръга е град Ривър Сес. Окръгът се дели на 2 района.